# 中國通
中國通（英語：China Hands）一詞，意指對中國政治制度、传统文化歷史、生活型態或其他與中國或中國人息息相關之事，有精闢認識與理解，並能向其他人說明、闡述、分析之非中國籍之人士；而現今所稱之中國通，多在該國之政府、學術或民間智庫單位居有要職，且常為政府主管、媒體人士之諮詢對象。
此類稱謂多有致敬之意，另亦有諸如：美國通、日本通、東南亞通等同樣性質之用詞。

## 历史背景（以日本爲例）
日本外务省等对华关系處理政府部门內一批比较了解中国、在中国任职经历较长的官员，亦稱“中国学派”（China school，或“中国学院派”），对待中日双边关系比较理性。
知华派在日本與中華民國斷交（1952年－1972年）（中華人民共和國與日本建交）之前大多在台湾进修学习，通过台湾了解了中国大陆的许多方面，成为推动中日关系发展的主力。

## 著名人物
- 費正清（ 美国）
- 陸克文（ ）
- 金文泰（ 英国）
- 卫奕信（ 英国）
- 大山（ 加拿大）
- 土肥原贤二（ 日本）
- 柯乐博（ 美国）

## 著名日本中國通
- 原日本驻华大使阿南惟茂
- 原日本驻华大使宫本雄二
- 前日本驻华大使馆新闻发言人，现日本驻克罗地亚大使井出敬二
- 外务省经济协力局局长佐藤重和（负责日本政府开发援助项目的部门）
- 原外务省中国课课长泉裕泰（後任日本台灣交流協會駐台北代表、駐美國公使）
- 日本经济产业大臣二阶俊博
- 谷野作太郎
- 淺井基文
- 大嶋英一
- 隈丸優次
- 佐渡島志郎
- 下荒地修二
- 杉本信行
- 樽井澄夫，交流協會（現日本台灣交流協會）駐台北所長
- 沼田幹男，日本台灣交流協會駐台北代表
- 野本佳夫
- 橋本逸男
- 横井裕
- 加藤紘一

## 中國通在日本的困境
日本政治杂志《周刊新潮》2006年3月号给井出敬二、佐藤重和、泉裕泰三人扣上了日本外务省“三大卖国奴”的帽子，「罪名」分别是：
- 井出敬二：在2005年出版的《与中国媒体打交道的方法——现役外交官第一线的报告》一书中承认了中国方面对南京大屠杀的描述，并在公开谈话中歪曲了日本政府在台湾问题上的观点。
- 佐藤重和：反对日本政府全面停止对华日本政府开发援助。
- 泉裕泰：向日本记者团隐瞒了日本首相小泉纯一郎与中国总理温家宝会谈的真实情况。

## 中國通的主要批判者
- 岡崎久彦（前駐泰國大使）
- 古森義久（產經新聞）
- 中嶋嶺雄（国際教養大学学長）
- 青木直人